# Gondwanaregenwouden
De Gondwanaregenwouden van Australië omvatten het grootste areaal aan subtropische regenwouden ter wereld. Het UNESCO-werelderfgoedreservaat omvat 50 afzonderlijke reservaten die samen 3665 km² beslaan en gelegen zijn in het grensgebied van Queensland en New South Wales.
De naam is afgeleid van het supercontinent Gondwana omdat de huidige plantengroei van de regenwouden elementen bevat die ook worden aangetroffen in fossiele flora's uit de tijd dat Gondwana bestond. Het gaat daarbij om taxa als Podocarpus, Nothofagus en Araucaria, die zowel tegenwoordig als in het Jura of Krijt deel van de vegetatie uitmaakten.

## Flora en fauna
Het gebied dat onder het werelderfgoed valt kent een zeer rijke vegetatie. Er worden vijf verschillende types regenwouden onderscheiden:
1. Subtropisch regenwoud
2. Litoraal regenwoud
3. Droog regenwoud
4. Warm gematigd regenwoud
5. Koel gematigd regenwoud

Het gebied huist ook opmerkelijke ongewervelden zoals bepaalde rivierkreeften, kevers en vlinders die hun oorsprong in Gondwana hebben. Endemische kikkers uit de geslachten Philoria, Pseudophryne en Litoria komen ook voor. En qua vogels zijn soorten als de rosse doornkruiper, Alberts liervogel, Podargus ocellatus, Turnix melanogaster en Dasyornis brachypterus vertegenwoordigd.

## Nationale parken die deel uitmaken van de Gondwanaregenwouden
In Queensland:
- Nationaal park Lamington
- Nationaal park Mount Chinghee
- Nationaal park Springbrook
- Nationaal park Mount Barney
- Nationaal park Main Range

In New South Wales:
- Nationaal park Barrington Tops
- Nationaal park Dorrigo
- Nationaal park Mount Warning
- Nationaal park New England
- Nationaal park Mebbin
- Nationaal park Nightcap
- Nationaal park Border Ranges
- Nationaal park Oxley Wild Rivers
- Nationaal park Washpool
- Nationaal park Willi Willi
- Nationaal park Werrikimbe.[4]

Groot Barrièrerif · Nationaal park Kakadu · Willandramerengebied · Tasmaanse wildernis · Lord Howe-archipel · Gondwanaregenwouden van Australië · Nationaal park Uluṟu–Kata Tjuṯa · Tropisch regenwoud van Queensland · Shark Bay · K'gari (Fraser Island) · Riversleigh/Naracoorte · Heard en McDonaldeilanden · Macquarie-eiland · Greater Blue Mountainsgebied · Nationaal park Purnululu · Royal Exhibition Building en Carlton Gardens · Sydney Opera House · Australische dwangarbeiderskolonies · Ningaloo-kust · Budj Bim-cultuurlandschap